# Fredrik Kessiakoff

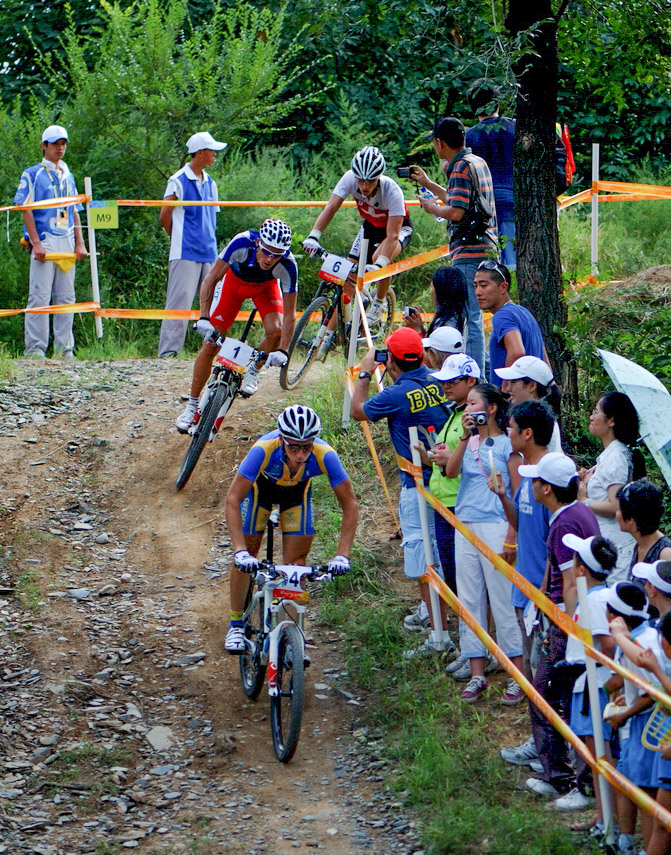
Fredrik Kessiakoff (4), Julien Absalon (1) och Nino Schurter (6) under Laoshan Mountain Bike Course vid OS 2008.

Fredrik Kessiakoff, född den 17 maj 1980 i Nacka kommun, Stockholms län, är en svensk före detta professionell landsvägscyklist och mountainbikecyklist.
Kessiakoff är bl.a. uppvuxen i Aten i Grekland samt Frankfurt i Tyskland. I Sverige har familjen varit bosatt i Saltsjöbaden.

## Karriär

### 1994
14 år gammal köpte han 1994 sin första mountainbikecykel, började tävla året därpå och blev 1996 fyra i de svenska mästerskapen.

### 2006–2008
Under säsongen 2006 vann han de Svenska mästerskapen, nordiska mästerskapen i Helsingfors, sammanställningen i Bundesliga, Tyskland och International Italia, Italien. I september 2007 tog Fredrik Kessiakoff Sveriges första världscupseger någonsin när han vann MTB World Cup XC #6 i Maribor, Slovenien.
Samma år erövrade Fredrik Kessiakoff Sveriges första VM-medalj i XCO (Cross Country), när han i Rotoura, Nya Zeeland placerade sig som trea. Säsongen 2008 tävlade Kessiakoff för det italienska mountainbikelaget Full-Dynamix och under 2006 och 2007 körde Fredrik för Cannondale-Vredestein, ett holländskt mountainbikelag.
I den svenska mästarens första tävling med sitt nya stall, Full-Dynamix, vann han den första deltävlingen i Sunshine Cup på Cypern i februari 2008.
Fredrik Kessiakoff deltog som mountainbikeåkare i de Olympiska spelen i Peking 2008. Efter en inledande ledning föll han tillbaka och hamnade utanför medaljstriden.

### 2009–2011
Fredrik Kessiakoff valde efter säsongen 2008 att tävla för det spanska landsvägsstallet Fuji-Servetto. Tidigare, under slutet av 2006, skulle Kessiakoff ha provat på att vara professionell landsvägscyklist med Barloworld, men bröt foten under ett träningspass strax innan. Han fortsatte året därpå att tävla i mountainbike.
I februari 2009 cyklade Kessiakoff i Tour de Langkawi med sitt stall Fuji-Servetto. På etapp 5 slutade svensken på en fjärde plats uppför stigningen Genting Highlands.
I maj 2009 blev Kessiakoff fyra på den fjärde etappen efter att ha attackerat på sista stigningen i etapploppet Romandiet runt i Schweiz.
Hösten 2009 skrev Kessiakoff ett 2-årskontrakt med det resursstarka amerikanska stallet Garmin-Slipstream, men han avslutade kontraktet i förtid och skrev i stället ett 2-årskontrakt med det kazakiska ProTour-laget Pro Team Astana.
Kessiakoff tog sin första seger som professionell landsvägscyklist på den andra etappen av Österrike runt 2011 när han vann bergsetappen med målgång på Kitzbüheler Horn. Han behöll sedan ledartröjan och vann Österrike Runt sammanlagt, en tävling som omfattar 8 etapper.
År 2011 fortsatte sedan svenskens succé med fin körning under treveckorsloppet Vuelta a España där han med en vecka kvar tagit sig upp till en tredje plats efter storstilad körning i bergen. Han slutade på plats 34 i sammandraget (167 cyklister fullföljde loppet) 51:28 minuter efter slutsegraren Juan José Cobo.
Fredrik Kessiakoff kom på 54:e plats när han tävlade för Sverige under VM i Köpenhamn i mitten av september 2011, vann gjorde Mark Cavendish.

### 2012
Vann sjunde etappen av Schweiz runt, tempolopp
Under Tour de France 2012 har Kessiakoff per den 12 juli innehaft bergströjan (Maillot à Pois) två gånger - totalt sju etapper. Kessiakoff förlorade tröjan efter kamp med fransmannen Thomas Voeckler.
Den 29 augusti vann Kessiakoff den 11 etappen av Spanien runt. Svensken segrade på etapploppets enda individuella tempolopp över 39,4 km. Cyklister som Alberto Contador och Chris Froome fick se sig slagna av stockholmaren som tog Sveriges andra etappseger genom loppets historia.
Han var 5,5 sekunder från att ta hem bronsmedaljen under 2012 års världsmästerskap i Limburg regionen, Nederländerna. Svensken slutade på en imponerande 5:e plats i det individuella tempoloppet, 1 sekund från Tejay van Garderen (USA) och 5,5 sekund från bronsmedaljören Vasil Kiryjenka (Vitryssland).

### 2013
I maj var Kessiakoff med i Astanas niomannalag i Giro d'Italia och hjälpte lagets kapten Vincenzo Nibali att vinna hela loppet.

### 2014
2014 blev ett jobbigt år för Kessiakoff, och skador och sjukdomar plågade honom stora delar av säsongen. Kessikoffs kontrakt med Astana gick ut efter säsongen, han hade svårt att hitta ett nytt lag och i december meddelade han att han avslutar karriären. I sin självbiografiska bok Mitt eget race (2015) riktar han skarp kritik mot Astana som han menar gjorde allt för att stjälpa istället för hjälpa genom att ensidigt anklaga honom för att ha misskött tävlingar, inte gett allt och varit en dålig lagkamrat.

### 2015
I mars 2015 invaldes han som styrelsemedlem i Svenska Cykelförbundet. Han började också arbeta som föreläsare och inspiratör och som Race Director för den nya cykeltävlingen Velothon Stockholm.

## Landsväg[6]
2012
- 1:a Etapp 7, Tour of Switzerland, Schweiz
- 1:a Etapp 11, Vuelta a España, Spanien
- 2:a Giro dell'Emilia, Italien
- 3:a Milano-Turin, Italien
- 5:a ITT World Championships, Limburg (Nederländerna)
- 9:a Totalt Tour du Haut-Var, Frankrike
- 10:a Lombardiet runt
- Tour de France
  - Bar  den rödprickiga bergspriströjan från etapp 8 till 10 och 12 till 16

2011
- 1:a Etapp 2, Österrike runt
- 1:a Totalt Österrike runt
- 6:a Etapp 6, Tour de Pologne, Polen
- 10:a Etapp 5, Vuelta a España, Spanien
- 10:a Etapp 8, Vuelta a España, Spanien
- 10:a Etapp 9, Vuelta a España, Spanien

2009
- 4:a Totalt Tour de Langkawi, Malaysia
- 4:a Etapp 5, Tour de Langkawi, Malaysia
- 4:a Etapp 4, Tour de Romandie
- 6:a Giro dell'Emilia, Italien
- 6:a GP Lugano, Schweiz
- 9:a Totalt Tour de Romandie
- 10:a Etapp 5, Giro d'italia Etapprofil, Italien

### Placeringar i Grand Tour-loppen
| Grand Tour      | 2009 | 2010 | 2011 | 2012 | 2013 | 2014 |
| --------------- | ---- | ---- | ---- | ---- | ---- | ---- |
| Giro d'Italia   | 50   | —    | —    | —    | 90   | —    |
| Tour de France  | —    | —    | —    | 40   | DNF  | —    |
| Vuelta a España | 72   | —    | 34   | 61   | —    | —    |

DNF = Fullföljde ej

## Mountainbike
2008
- SM-Guld
- 5:a VM, Val Di Sole
- 7:a EM, Sankt Wendel
- 17 Olympiska Spelen, Kina

2007
- SM-Guld
- Guld XC-Världscupstävling, Maribor
- 4:a VM, Fort Williams
- EM-Brons, Turkiet

2006
- SM-Guld, Uddevalla
- VM-Brons, Routoura
- Totalseger Bundesliga, Tyskland
- VM-Brons Stafett, Italien
- NM-Guld, Helsingfors

2005
- Guld MTB Maraton-Världscuptävling, Falun
- Brons MTB Maraton-Världscuptävling, Garda, Italien
- 4:a VM, Livignio, Italien
- 5:a XC-Världscuptävling, Willingen, Tyskland
- 6:a XC-Världscuptävling, Spanien
- 6:a XC-Världscuptävling, Houffalize, Belgien
- 6:a XC-Världscuptävling, Angel Fire, USA
- EM-Brons Stafett, Kluisbergen, Belgien
- Silver i Totalen Cape Epic, Sydafrika

2004
- SM-Guld
- 4:a XC-Världscuptävling, Livignio, Italien
- 7:a XC-Världscuptävling, Monte St. Anne, Canada
- 12:a Olympiska Spelen, Aten, Grekland